# Abalur, Hirekerur
Abalur là một làng thuộc tehsil Hirekerur, huyện Haveri, bang Karnataka, Ấn Độ.